# WinDev
WinDevは、独自の第四世代言語 (4GL) であるWLanguageの統合開発環境 (IDE)。1993年、PC SOFT 社がリリース。一種のRAD環境であり、自動化された方式で素早くアプリケーションを作成できる。Visual Basic、Java、C#などと同様、コンパイルして生成された実行ファイルをインタプリタで解釈実行する。このため、実行ファイルはオペレーティングシステムとは独立しており、開発中のテストが容易である。WinDevは本来、Windowsアプリケーション開発のためのCASEツールだったが、現在ではLinux上でも動作する（コンソールモードの）アプリケーションを作成できる。
WinDevはデータ中心型のアプリケーションを素早く開発できる環境である。組み込みのエディタが使いやすく、プロトタイプを素早く開発でき、それを完全なアプリケーションに変換できる。WinDevはJavaプラットフォームや.NETプラットフォームで動作するアプリケーションを生成できる。手続き型プログラミングとオブジェクト指向プログラミングのパラダイムをサポートしている。
関連製品のWebDevとWinDev Mobileも同じ言語 (WLanguage) を使った似たような開発環境である。それぞれ、Webサイト構築と携帯機器（スマートフォン、Pocket PC、その他）向けアプリケーション作成に対応している。言語が共通なので、同じソースコードを使って様々なプラットフォームで動作するアプリケーションを構築できる。
WinDevは、バージョン管理システム、バグ管理システム、QAテスト設定などといった各種機能も提供する。独自のDBMS Hyper Fileが同梱されているが、ODBCやOLE DBなどのインタフェースを通して他のデータベースも利用できる。